# Kurs (kształcenie)
Kurs – cykl zajęć edukacyjnych, służących zdobyciu wiedzy i umiejętności (np. zawodowych) w określonym zakresie. Uczestnictwo w kursach ma na celu uzyskanie uprawnień zawodowych lub prawa do kontynuacji nauki na wyższych poziomach kształcenia albo zaspokojenie własnej ciekawości lub osobistych aspiracji. W czasie kursów są wykorzystywane różne formy kształcenia, np. lekcje z nauczycielem lub na odległość, wykłady i seminaria akademickie, kierowana przez instruktora praca z tekstami (instrukcje, podręczniki, encyklopedie), ćwiczenia praktyczne (np. laboratoria, warsztaty, pracownie projektowe).

## Rys historyczny

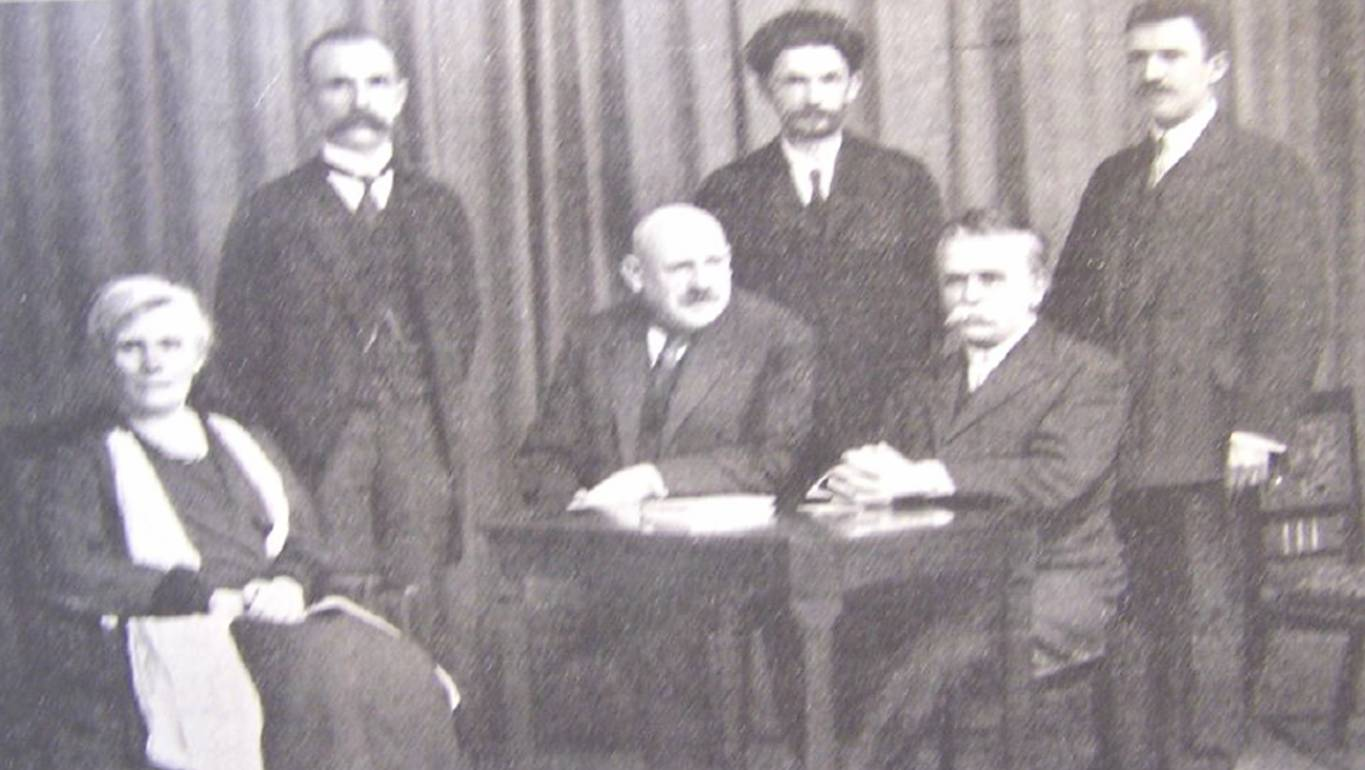
Założyciele Sekcji Kursów dla Dorosłych: Maria Gomólińska, Aleksander Janowski, Stanisław Małkowski, Stanisław Michalski, Władysław Radwan, Józef Zawadzki (Warszawa, ok. 1920 r.)

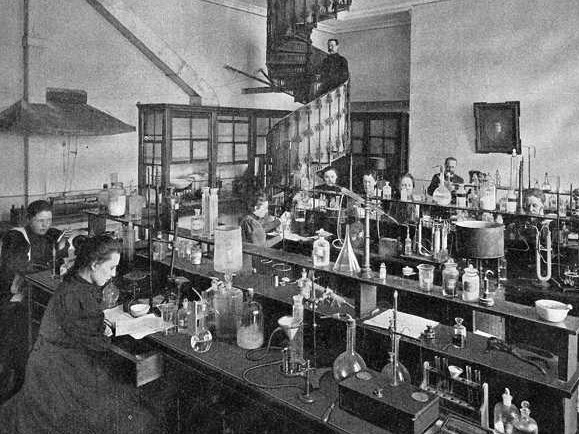
Laboratorium chemiczne „Bestużewskich Kursów” dla kobiet (Petersburg, przed 1917 r.)

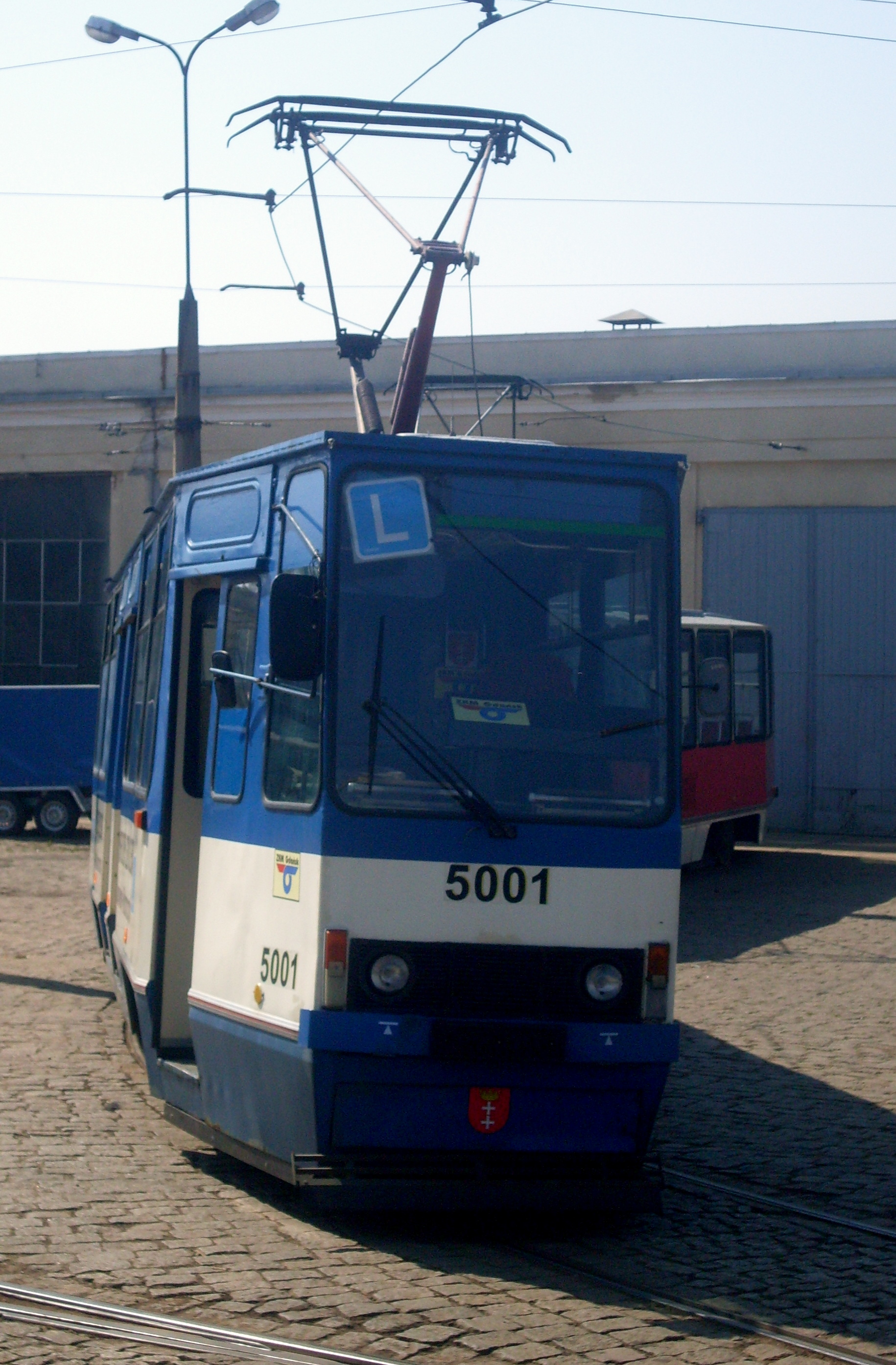
Tramwaj Ośrodka Szkolenia Kierowców i Motorniczych (Gdańsk Wrzeszcz, 2011 r.)

Rolę współczesnych kursów przygotowania zawodowego odgrywało niegdyś terminowanie u mistrza, np. Lorenzo di Credi, Leonardo da Vinci i Pietro Perugino terminowali u Andrei del Verrocchia, a zasłużony angielski biolog i paleontolog Sir Richard Owen (1804–1892) przed rozpoczęciem studiów terminował u miejscowego chirurga i aptekarza w Lancaster.
Na przełomie XVIII i XIX w. w Polsce kursami nazywano formy nieformalnego kształcenia ogólnego, również na poziomie uniwersyteckim, np. zajęcia organizowane przez Towarzystwo Kursów Naukowych – działającą w Warszawie szkołę wyższą, która od 1905 r. kontynuowała działalność Uniwersytetu Latającego, a w 1920 r. została przekształcona w Wolną Wszechnicę Polską (zob. m.in. Maria Gomólińska, Aleksander Janowski, St. Małkowski, Stanisław Michalski, Helena Radlińska, Władysław Radwan, Józef Zawadzki). Członkowie Towarzystwa Kursów Naukowych organizowali również „Kursy dla Analfabetów” i „Kursy dla Dorosłych” na poziomie podstawowym oraz wydawali publikacje ułatwiające samokształcenie.
Analogiczną rolę odgrywały w Krakowie Wyższe Kursy dla Kobiet („Baraneum”), założone w roku 1868 przez Adriana Baranieckiego (1828–1891). W Petersburgu podobną 4-letnią szkołę żeńską założył 10 lat później K.N. Bestużew-Riumin („Kursy Bestużewa”). Obie uczelnie umożliwiały kobietom, które nie miały wstępu na uniwersytety, zdobycie wyższego wykształcenia.

## Kursy i szkolenia zawodowe
Współcześnie uzyskanie uprawnień i certyfikatów jest wymagane w różnych zawodach i specjalnościach zawodowych (zob. klasyfikacja zawodów i specjalności dla potrzeb rynku pracy); w Polsce wydawane są np. uprawnienia budowlane, uprawnienia geodezyjne, świadectwa maszynisty. Część szkoleń zawodowych jest prowadzona w ramach współpracy międzypaństwowej.
Oferta kursów, umożliwiających zdobywanie lub doskonalenie umiejętności zawodowych, obejmuje szkolenia o różnym stopniu specjalizacji i czasie trwania, np. przeznaczone dla nauczycieli, kierowców, operatorów obrabiarek lub dotyczące mechatroniki i diagnostyki samochodowej, grafiki komputerowej, fakturowania i wielu innych.
Część takich kursów kończy się uzyskaniem certyfikatu (zob. certyfikacja). W wielu przypadkach uprawnienia do wykonywania zawodu przyznają samorządy zawodowe.

## Kurs jako określenie bloku zajęć na uczelniach
Pojęcie „kurs” weszło do terminologii stosowanej w szkolnictwie wyższym w związku z wprowadzeniem Europejskiego Systemu Transferu Punktów (European Credit Transfer System, ECTS). Aby ułatwić międzynarodowy transfer studentów – wymagający dokonywania ocen poziomu wykształcenia, osiągniętego w różnych krajach – w poszczególnych obszarach kształcenia wyodrębnia się kursy (zwykle odpowiadające tradycyjnym przedmiotom). Poszczególnym kursom są przypisywane wartości liczbowe – liczby punktów uzyskiwanych przez studenta po zaliczeniu kursu (zaliczeniu lub zdaniu egzaminu z zajęć wchodzących w jego zakres). W Polsce w każdym roku student musi uzyskać co najmniej 60 punktów – co najmniej 300 punktów w czasie studiów 5-letnich (zob. Skala ocen ECTS). Poszczególne uczelnie proponują studentom listy prowadzonych kursów, określając ich zakres (merytoryczny i godzinowy) i formy kształcenia, przedstawiane w „kartach kursów”.
W ramach międzynarodowych programów wymiany studentów (np. LLP-Erasmus) organizowane są również tzw. kursy intensywne, jako forma krótkich zajęć o jasno zarysowanym celu. Zajęcia takie realizowane są w formie współpracy międzynarodowej co najmniej trzech instytucji naukowych i przeznaczone dla studentów uczelni partnerskich (czyli biorących udział w programie).

## Inne kursy i szkolenia
Zaspokajaniu osobistych aspiracji ludzi lub ich ciekawości służą bardzo liczne kursy i szkolenia, np. kursy żeglarskie lub szybowcowe, kursy amatorskiego malarstwa, rysunku, gotowania, szycia.